# Europa Universalis III
Europa Universalis III is een RTS-spel van Paradox Interactive dat zich afspeelt tussen 1453 (Of bij 1399 als "In Nomine" is inbegrepen) en 1793 (tot 1820 met de uitbreiding Napoleons Ambition). Het doel van het spel is om een volk naar keuze de vroegmoderne geschiedenis heen te loodsen. Hierbij beschikt de speler over nagenoeg alle politieke en economische middelen die heersers hadden in deze tijdsperiode. Na vier uitbreidingen kwam op 22 maart 2011 de verzamelbox Europa Universalis III: Chronicles uit.

## Gameplay
Het spel heeft een kaart met 1700 provincies en daarop zitten ongeveer 250 speelbare landen. Het spel heeft twee belangrijke spelmodi:
1. De grote campagne. Hierin leidt de speler een land naar keuze doorheen de periode van 1453 tot 1820. Naast het handhaven van de eigen staat, wat vooral een economische opdracht is, kan de speler zijn rijk uitbreiden door middel van oorlog, geslepen diplomatie en kolonisatie.
2. De speler kiest een scenario (bijvoorbeeld de Tachtigjarige Oorlog) en selecteert een land dat voor die periode interessant is. Zo kan hij in het Tachtigjarige Oorlog-scenario het beste met Spanje of de Nederlanden spelen, aangezien deze oorlog zich rond deze landen afspeelt. Het gaat hierbij dan vooral om oorlog voeren. De andere aspecten uit de volledige campagne komen hierbij echter ook kijken. Als de Nederlanden zal de speler nog steeds moeten handelen om ervoor te zorgen dat de staatskas niet leegraakt in de oorlog tegen Spanje en als Spanje kan het koloniseren van Amerika veel geld opleveren.

## Mogelijkheden van het spel
- Spelers kunnen elke datum tussen 1453 en 1793 kiezen (tot 1820 met de uitbreiding Napoleons Ambition, en vanaf 1399 met de uitbreiding In Nomine)
- Spelers kunnen zelf bepalen hoe het land geregeerd wordt, hoe de handel en bevolkingsstructuur in elkaar zit, etc.
- Spelers kunnen nationale ideeën kiezen die grote bonussen opleveren.
- Belangrijke personen zoals Isaac Newton, Wolfgang Amadeus Mozart en René Descartes zijn beschikbaar als adviseurs aan het hof of in de regering.
- Meer dan 1700 land- en zeeprovincies in een volledige 3D-kaart.
- Spelers hebben de keuze uit meer dan 250 landen, zoals Oostenrijk, de Republiek der Zeven Verenigde Nederlanden, maar ook de Cherokee en Bali.
- 4000 koningen en koninginnen en meer dan 1000 andere personen zullen in het spel verschijnen.
- Er zijn meer dan 100 verschillende soorten soldaten, met allemaal voor- en nadelen.
- Multiplayer, waarbij men vele landen tegelijk of met verschillende mensen tegelijk één land bestuurt.